# Martha My Dear
A Martha My Dear az angol rockegyüttes, a The Beatles dala az 1968-as azonos nevet viselő (vagy más néven Fehér Album) dupla nagylemezről. Lennon–McCartney szerzeményként hivatkoznak rá, de a 
dalt kizárólag Paul McCartney írta, és csak a címét saját óangol juhászkutyája, Martha ihlette. A dalt sokan a Jane Asherrel való szakításának rejtett utalásaként értelmezték, különösen a "don't forget me" sor miatt. A "Help yourself to a bit of what is all around you" sor arra utal, hogy ő neki állítólagos viszonya van, amíg McCartney-tól távol tartózkodik a The Old Vic Theatre-ben. A dalt számos művész feldolgozta, köztük a Slade, a Herb Alpert & The Tijuana Brass, a Phish, a World Party és a Les Boréades de Montréal együttesek.

## A dal stílusa és formája
A dal pop-rock zenei elemeket tartalmaz; egy zeneterem ihletésű zongoradallammal és egy rézfúvós résszel kiegészítve, amely a darabban végig visszatérő elem. A dal több hangnemen keresztül váltakozik.
A dal főként E♭-dúr hangnemben hangzik el, feldíszített akkordokat, jazz stílusú szórt disszonanciákat vonultatva fel. A dal az első dallamszakasz átültetett másolata, két plusz ütem hozzáadásával, ami hasonló ahhoz, amit McCartney később a Two of Us-ban használt. Noha a zenei híd F-dúr hangnemben szól, a hirtelen fel- és kilépési mód a valóságosnál is idegenebbé teszi.

## Rögzítése
A Beatles életrajzírói, Ian MacDonald és Mark Lewisohn szerint a Martha My Dear egyike azon kevés dalnak az együttes történetében, amelyben McCartney az összes hangszeren játszott (kivéve a zenekari hangszereken, amelyeket az ülésen hivatásos stúdiózenészek játszottak). Egy ilyen forgatókönyv egyre gyakoribb volt számára az album munkameneteit megzavaró feszültségek csúcspontján. Noha köztudott, hogy George Harrison az elektromos gitár egy részét rögzítette a végső felvételen, nem írták ki a nevét.
A dalt két napon keresztül vették fel 1968. október 4-én és 5-én a londoni Trident Studiosban. McCartney az első napon felvette a zongorát, a dobokat és az éneket. Azt tanácsolták neki, hogy George Martin producer zongoraszólót játsszon, mert úgy vélték, hogy az ő zongoratudása meghaladja McCartney kompetenciáját, de McCartney kitartott azon elképzelései mellett, hogy ő játsszon. Martin rézfúvós és vonós feldolgozásait aznap később hozzáadták a felvételhez. Október 5-én McCartney újra felvette az énekét, tapsokat adott hozzá, valamint basszus- és gitárrészeket vett fel hozzá, így aznap elkészült a dal.

## Közreműködött
Ian MacDonald szerint:

### The Beatles
- Paul McCartney – duplázott ének, zongora, basszusgitár, elektromos gitár, dob, taps

### További zenészek
- Bernard Mille, Dennis McConnell, Lou Sofier, Les Maddox – hegedű
- Leo Birnbaum, Henry Myerscough – brácsa
- Reginald Kilby, Frederick Alexander, Peter Halling – gordonka
- Leon Calvert – trombita, szárnykürt
- Stan Reynolds, Ronnie Hughes – trombita
- Tony Tunstall – francia kürt
- Ted Barker – harsona
- Alf Reece – tuba

Húros és rézfúvós hangszerelés: George Martin

## Fordítás
Ez a szócikk részben vagy egészben  a   Martha My Dear című angol Wikipédia-szócikk fordításán alapul.  Az eredeti cikk szerkesztőit annak laptörténete sorolja fel. Ez a jelzés csupán a megfogalmazás eredetét és a szerzői jogokat jelzi, nem szolgál a cikkben szereplő információk forrásmegjelöléseként.

## Forrás
- Bánosi György – Tihanyi Ernő: Beatles zenei kalauz. Az együttzenélés és a szólóévek. 1958–1999. Budapest: Anno Kiadó, 1999. ISBN 963-853-895-3
- Ian Macdonald: A fejek forradalma. A Beatles és a hatvanas évek. (ford. Révbíró Tibor) Budapest: Helikon Kiadó, 2015. ISBN 978-963-227-468-3